# Ешлі Саутерн
Ешлі Саутерн  (англ. Ash Southern, 22 жовтня 1992) — австралійська ватерполістка, олімпійська медалістка.

## Виступи на Олімпіадах
| Олімпіада   | Дисципліна | Місце |
| ----------- | ---------- | ----- |
| Лондон 2012 | водне поло | 3     |